# Stenacron minnetonka
Stenacron minnetonka är en dagsländeart som först beskrevs av Daggy 1945.  Stenacron minnetonka ingår i släktet Stenacron och familjen forsdagsländor. Inga underarter finns listade i Catalogue of Life.